# 元赞 (上谷侯)
元赞（？—？），河南郡洛阳县（今河南省洛阳市东）人，追尊魏昭成帝拓跋什翼犍玄孙，内都大官、征西大将军、常山康王拓跋素之子，北魏宗室、官员。

## 生平
元赞很有声誉，喜好陈述军务国政的安排。北魏初次设置司州时，任命元赞担任司州刺史，赐予他上谷侯的爵位。魏孝文帝元宏告诫元赞教化京城郊区，可以宣扬孝道，一定要使风俗融洽和顺，文明礼仪充备，从此之后有不孝敬父母尊重兄弟的人，就在他家门外的柱子上刻上他的事。魏孝文帝又下诏说：“司州刺史，官位尊重地位重要，职责总领京畿，选择亲近的人，来顺应众人瞻仰的愿望。但因为诸王年纪小，不懂治政方略，所以任命元赞，希望他能协助朝廷引导教化。如今司州刚建立，郡县初次设置，公卿以下官员都有隶属人员，可以每人率领子弟，来显示恭敬。”魏孝文帝于是给他赐名“赞”，诏令元赞乘坐步挽进入殿门，加授他太子少师，升任左仆射。魏孝文帝将要谋划迁都洛阳时，大臣们大多不同意，只有元赞赞同促成这项重大决策。太和十八年（494年）九月，魏孝文帝亲自考核官员，他对元赞说：“你年高有德老练成熟，长久位居机要职务，不能辅助处理事务，激励同僚，贼人的称谓，难道不在你身上？核计元羽的废黜，你应该被判处死刑，不过只以过失归咎给他一人，不再加罪于你。你所担任的少师，没有履行过职责，现在解除你少师的职务，削夺一年的俸禄。”魏孝文帝每年南征时，握住元赞的手将后方事务委托给他。元赞去世后，朝廷赠予卫将军、左仆射如故，谥号肃。后来因为元赞有留守京城和辅佐的功劳，进封晋阳县伯。

## 其他
常爽在平城的温水以西设置学馆教授门徒，元赞和平原太守司马直安、著作郎程灵虬都是常爽教育后有所成就的，常爽订立的教规有劝赏惩戒的效果，弟子们对待他就像对待严父。

## 家庭

### 父亲
- 拓跋素，北魏内都大官、征西大将军、常山康王

### 兄弟
- 拓跋可悉陵，北魏中军都将、暨阳子
- 拓跋陪斤，北魏常山简王
- 拓跋忠，北魏侍中、镇西将军、右仆射、城阳宣公
- 元德，北魏镇南将军、河间简公
- 拓跋货毅，北魏内三郎
- 元菩萨，北魏赵郡王
- 元淑，北魏使持节、平北将军、肆朔燕三州刺史，都督柔玄御夷怀荒三镇二道诸军事、平城镇将

### 子女
- 元氏，嫁北魏散骑常侍、都官尚书、兼领左卫将军、金紫光禄大夫、太仆卿、车骑将军、定州刺史、贞惠侯宇文福[7][3]